# تالین، سوریه
تالین (به عربی: تالین) یک منطقهٔ مسکونی در سوریه است که در استان طرطوس واقع شده‌است. تالین ۳٬۶۹۹ نفر جمعیت دارد.